# Plósz István
Plósz István (Aldebrő, Heves vármegye, 1878. augusztus 19. – ?) magyar gazdálkodó, országgyűlési képviselő.

## Élete
1878-ban született Aldebrőn, Plósz János és Márton Kata földműves római katolikus szülők gyermekeként. Az elemi iskola elvégzése után gazdálkodni kezdett és már fiatal korától részt vett a gazdamozgalmakban. Huszonkét éves volt, amikor falujában fogyasztási szövetkezetet alakított, majd 1919-ig ő is vezette azt. A kommün idején megvált e tisztségétől, de később mint igazgatósági tag, újra visszatért a szövetkezet vezetésébe.
1908-tól Mayer Jánossal együtt vett részt a kisgazdapárt Heves megyei szervezetének létrehozatalában; körülbelül ugyanettől az időtől kezdve egyre több szerepet játszott községe és megyéje közéletében is. Huszonhét éves korától tagja volt a vármegyei törvényhatósági bizottságnak, 1921 után pedig a közigazgatási bizottságba is bekerült.
Az 1920–1922 közti, első nemzetgyűlési ciklusban képviselői mandátumot is szerzett, kisgazdapárti programmal a pétervásárai kerületben; a második nemzetgyűlési választáson csak néhány szavazattal maradt kisebbségben, de továbbra is tevékeny részese maradt a megyei kisgazda politikának. 1935-ben a hevesi választókerületből került újból a parlamentbe, a Nemzeti Egység Pártja színeiben, 1939-ben pedig a Magyar Élet Pártja megyei listájáról lett újból képviselő.
Főként szövetkezeti, szociálpolitikai és mezőgazdasági kérdésekkel foglalkozott, e témákban újságcikkeket is gyakran publikált, a vidéki sajtóban és szövetkezeti szaklapokban. Alelnöke volt a Tiszajobbparti Mezőgazdasági Kamarának és 1935-től az Országos Mezőgazdasági Kamarának; utóbbi felsőházi póttaggá is megválasztotta. A földbirtokrendező bíróságnál gazdasági szakértő volt, alelnöki tisztséget viselt a Magyar Szőlősgazdák Országos Egyesületében, tagja volt a Falu Szövetség elnöki tanácsának, a Hangya igazgatóságának és a Magyarországi Szövetkezetek Szövetsége választmányának; ezek mellett több más, megyei, járási és községi szervezetben is vállalt különféle vezető szerepköröket.
1896. november 2-án Aldebrőn feleségül vette Smider Erzsébetet.